# Bernhard Wulz
Bernhard Wulz (* 5. März 1984) ist ein ehemaliger österreichischer Fußballspieler.

## Karriere
Wulz begann seine Karriere beim SV Wernberg. Zur Saison 1999/2000 wechselte er zum BSV Bad Bleiberg. Nachdem er zuvor für die Amateure gespielt hatte, debütierte er im April 2003 für die Profis der Kärntner in der zweiten Liga, als er am 30. Spieltag der Saison 2002/03 gegen den DSV Leoben in der Startelf stand und in der Halbzeitpause durch Harald Feichter ersetzt wurde. Dies blieb sein einziger Einsatz für Bad Bleiberg, das zur Saison 2003/04 im BSV Juniors Villach aufging.
Für die Juniors kam Wulz zu 19 Zweitligaeinsätzen, ehe er mit dem Verein am Ende der Saison 2003/04 aus der zweithöchsten Spielklasse abstieg, woraufhin sich der Verein nach einer Spielzeit wieder auflöste. Daraufhin schloss er sich zur Saison 2004/05 dem viertklassigen Villacher SV an. Zur Saison 2007/08 wechselte er innerhalb Villachs zum Ligakonkurrenten SC Landskron. Mit Landskron stieg er 2009 aus der Kärntner Liga ab, in der er bis zum Abstieg 50 Spiele für die Villacher absolvierte.
Nach dem Abstieg wechselte er zur Saison 2009/10 weiter innerhalb Villachs zum sechstklassigen SV Maria Gail. Für Maria Gail spielte er 26 Mal in der 1. Klasse und machte dabei 17 Tore. Zur Saison 2010/11 kehrte er zum fünftklassigen SV Wernberg zurück, wo er einst seine Karriere begonnen hatte. Mit Wernberg stieg er 2013 in die 1. Klasse ab. In sechseinhalb Jahren in Wernberg kam er zu 149 Einsätzen in der fünft- und sechsthöchsten Spielklasse und erzielte hierbei 99 Tore.
Im Jänner 2017 kehrte Wulz wieder zum inzwischen siebtklassigen SV Maria Gail zurück. Für Maria Gail spielte er bis Saisonende sechs Mal in der 2. Klasse. Am Ende der Saison 2016/17 stieg er mit dem Verein in die 1. Klasse auf. Nach dem Aufstieg beendete er seine Karriere.